# 汉麻胜利
《汉麻胜利》（英語：Hemp for Victory）是一部在二战期间制作并于1942年上映的美国黑白政治宣传电影，该片解释了汉麻的用途，并鼓励农民尽其所能的种植汉麻。二战期间，美国政府冻结《1937年汉麻税法》以运用汉麻纤维为美国海军制造绳索。战后，汉麻在事实上恢复了其非法地位。

## 历史
这部电影是为了鼓励农民为战争努力种植大麻，因为通常从海外进口的其他工业纤维供不应求。影片展示了汉麻及其制品的历史，汉麻种植方法，以及大麻加工成绳、布等产品的过程。
在1989年之前，这部电影相对不为人知。美国政府亦否认其制作了这部电影。美国农业部图书馆和国会图书馆告诉所有相关人士：美国农业部或美国政府的任何部门皆未制作本片。 1989年5月19日，玛丽亚·法罗、卡尔·帕卡德和杰克·赫勒找到该片的两份VHS拷贝并将原片捐赠给了国会图书馆。
当时唯一已知的副本是该片在1976年的四分之三英寸广播质量副本，最初由威廉·康德1976年从《迈阿密先驱报》和牙买加埃塞俄比亚锡安科普特教会的一名记者购得。威廉相信它将被更多人所知道。1984年俄勒冈州汉麻倡议期间，威廉·康德将副本移交给杰克·赫勒。本片可在大多数网站上获取。

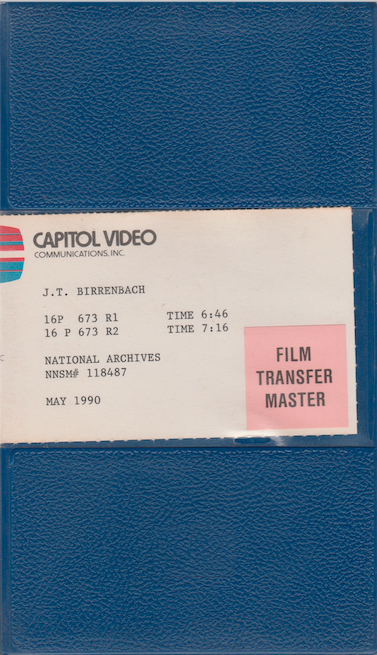
1990年的《汉麻胜利》的上映记录

1989年7月，杰克·赫勒与基层党党员克里斯·赖特试图从国家档案馆寻找《汉麻胜利》的拷贝文件，但策展人无法找到这部电影。1990年5月，汉麻研究院创始人约翰·比伦巴赫从国家档案馆取得《汉麻胜利》副本。该片分两部分（第一部分长六分四十六秒，第二部分长七分十六秒）。这部约15分钟的电影详细介绍汉麻纤维的种植方法。这是首部从政府获得的电影，现本作可在政府档案馆下载。
《汉麻胜利》由美国农业部制作（包含1926年无声电影《老艾恩赛德》中的场景）。本片已进入公有领域，用户可在互联网档案馆免费下载本片。
《十件你不知道的事情》的汉麻章节提及了本片及其片段。

## 相关书籍
《汉麻胜利》也是一本关于大麻的书的标题，惠特克出版社于2006年在伦敦出版该作（ISBN 0-9549939-0-X）。该书由在汉麻领域高度活跃的作者群合著（包括凯尼恩·吉布森，尼克和辛迪，麦金托什，伍迪·哈里森，米娜·赫加德和山姆·赫斯洛普）。

## 续作
2006年，英国Necessary Productions制片公司意图拍摄本片续集《汉麻胜利Ⅱ：续集》（主演为大卫·海曼、霍华德·马克斯和杰克·赫勒），后因缺乏资金而遭到搁置。
事后，该片改以三部曲模式制作（每部一小时）。在2009年西雅图汉麻节上，史蒂夫·拉梅和安德里亚·赫尔曼公布续集的第二部分。该片未正式发表。2012年于特定地点发表重制版。本片基于史密森学会、绿色和平、狂欢节、罗伯特·韦斯特、塔潘·库马尔·普拉丹、霍华德·马克斯、汉麻投票、约翰·霍布森、彭浩禮、马克·迪利和其他研究机构的投入概念化。 

## 图集

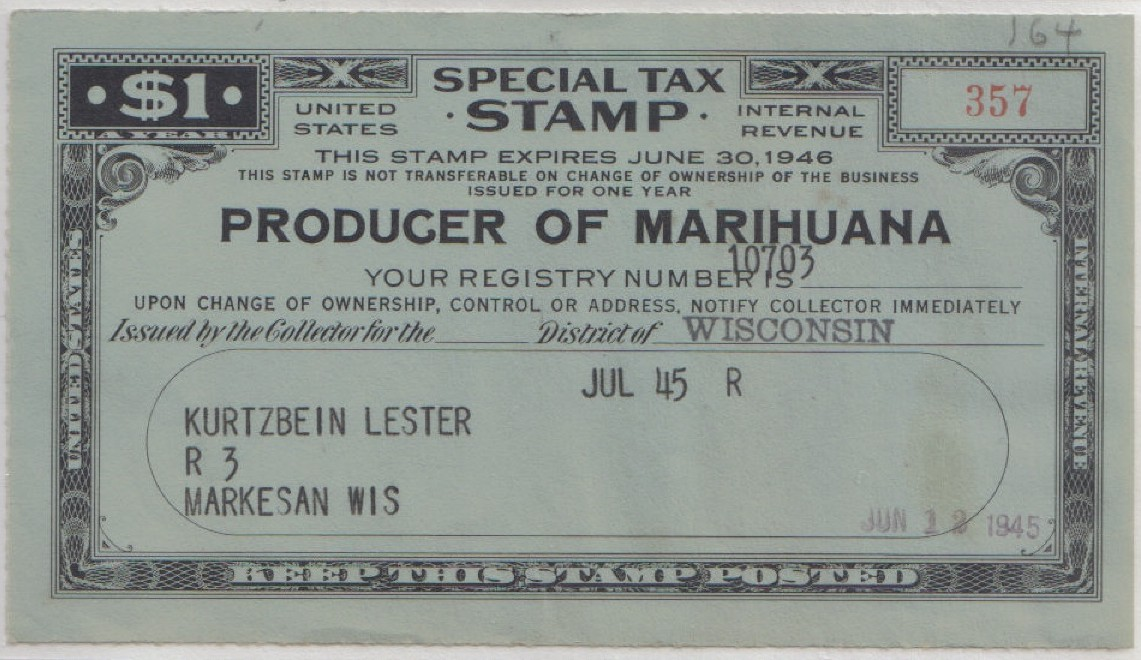
汉麻生产商印花税票
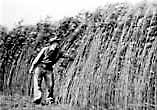
汉麻农场